# 육상 경기

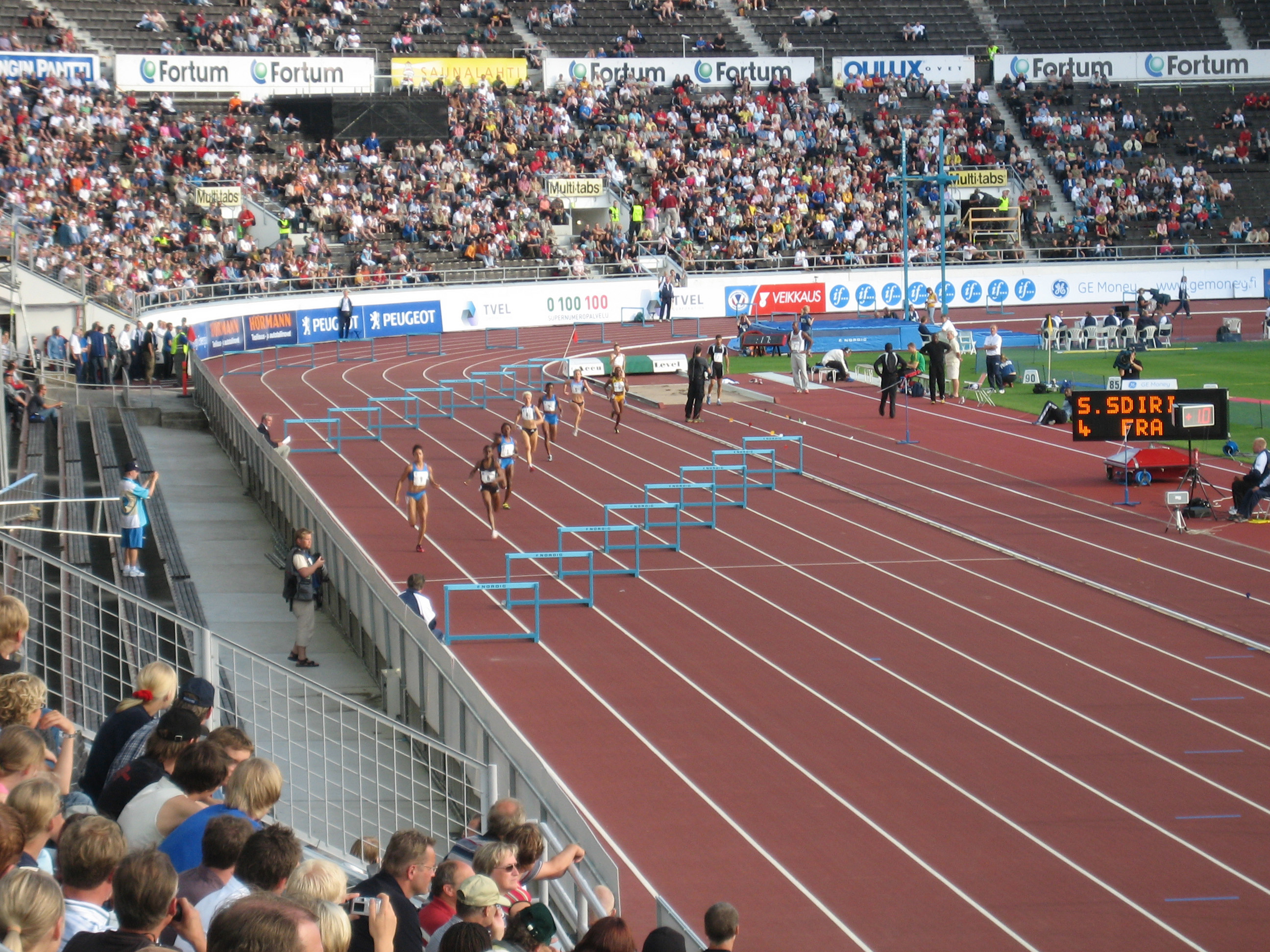
마라톤 드 뉴욕 : 베라자노 다리

육상 경기(陸上競技, 문화어: 륙상 경기)는 인간이 취할 수 있는 가장 기본적인 동작들인 달리기, 뛰기, 던지기 등을 활용해서 만든 스포츠 경기이다. 육상 경기의 원형이 되는 달리기, 뛰기 던지기 등은 인류가 생겨나는 동시에 생겼다고 할 수 있다. 즉 이는 인류의 생존 수단이었으며 이것들이 점점 스포츠화 되어 새로운 종목과 그 규칙들을 만들어냈을 것이다.
초기의 육상 경기는 신에 대한 의식의 일부였으며, 이들은 밀접한 관계를 갖고 있었다. 기원전 10세기 경 그리스에서는 신의 제전의 일부로서 육상 경기를 하였으며, 달리기·창던지기·철구던지기 등의 종목을 실시해 우수한 자에게는 가축 등의 상품을 주었다. 기록에 남은 최초의 경기는 그리스에서 기원전 776년에 처음 개최된 고대올림픽이다. 이후 4년마다 정기적으로 시행되었지만 그리스가 로마의 지배를 받으면서 점점 타락했다. 고대올림픽의 폐지는 393년 293회 째를 시행한 후, 394년 로마의 황제 테오도시우스에 의해 이루어졌다
육상 경기는 올림픽과 그 운명을 함께 하였는데 고대올림픽이 사라진 후 중세시대까지는 육상 경기에 대한 장려가 없었고 뿐만 아니라 이렇다 할 경기도 치러지지 않았다. 그 이후 1896년 쿠베르탱 남작이 근대 올림픽을 부활시킴으로 인해 육상 경기 또한 다시 시행되었다. 또한 1912년 IAAF(International Amateur Athletic Federation: 국제 육상 경기 연맹)가 탄생하고 1921년 육상 경기의 세계 기록을 IAAF가 공인하는 제도가 생김으로서 육상 경기는 보다 체계적이고 정확하게 시행될 수 있게 되었다. 육상 경기의 강국들은 에티오피아, 케냐, 우간다, 미국, 바하마 등 아프리카 대륙과 북아메리카 대륙이 주를 이룬다.

## 경기 종목

### 트랙 경기

#### 달리기
단거리 달리기·중거리 달리기·장거리 달리기·이어달리기 등 여러 가지가 있다.

##### 단거리 달리기
短距離－ 남녀 모두 100m·200m·400m종목이 있다. 짧은 거리를 전속력으로 단숨에 달리는 경기로서 아주 짧은 시간에 최고 속력을 최대한으로 발휘하다가 골인하는 경기이므로, 다리의 강한 근력·순발력·민첩성·근지구력 등이 요구된다. 단거리 달리기에서는 스트라이드(달리는 보폭)를 넓게 하고, 피치(발을 번갈아 움직이는 것)를 빠르게 할수록 유리하다. 한쪽 발로는 최대한 뒤쪽을 딛고 몸을 앞으로 전진시킬 때, 다른 한쪽 다리를 올리는 식으로 달려야 한다. 상체는 앞으로 기울이고, 팔은 직각으로 구부려 앞뒤로 힘차게 움직인다. 스타트, 스타트 대시, 전력 달리기, 피니시 등을 단계적으로 조화시켜야만 좋은 기록이 나온다.

###### 스타트
단거리 달리기의 기록을 단축시키기 위한 매우 중요한 기술로서, 스타트가 좋고 나쁨에 따라 승부가 결정된다고 할 수 있다. 스타트 방법에는 선 채로 하는 스탠딩 스타트와, 양손을 어깨 너비로 벌려 손가락 끝으로 땅을 약간 짚고, 양다리는 앞뒤로 벌려 한쪽 무릎은 땅에 대고 다른 쪽 무릎은 약간 들어 허리를 굽힌 채 양발로 땅이나 스타팅 블록을 박차면서 뛰어나가는 크라우칭 스타트가 있다.

###### 스타트 대시
일단 스타트하여 전력으로 달리기 전까지 달리는 기술이다. 스타트를 한 다음 차츰 걸음속도를 빠르게 하다가 골인을 15-20m 앞둔 지점에서 전력 달리기에 들어간다.

###### 전력 달리기
스타트 대시로 가속화된 스피드를 전력 달리기로 연속시키기 위해서는 먼저 몸을 앞으로 20도가량 굽혀 중심을 앞에 두고 달린다. 또한 앞발의 대퇴부가 수평이 되도록 다리를 들어올리며, 뒷발의 무릎을 완전히 펴고, 팔을 앞뒤로 힘차게 흔든다.

###### 피니시
달리는 폼 그대로 골인하는 러닝 피니시법, 가슴을 앞으로 내미는 런지 피니시법, 어깨를 틀면서 들어가는 슈러그 피니시법 등이 있다. 초보자들의 경우에는 대체로 러닝 피니시를 많이 쓰는 편이다.

###### 100m 달리기
'육상 경기의 꽃'이라 불리는 100m 달리기에서는 스타트 후 약 15m 지점부터 전력으로 달리기 시작한다. 결승선에 육박하면 상체를 약간 앞으로 기울이면서 달려가던 속도로 골인하는 것이 좋다. 단거리 달리기에서는 가장 짧은 거리를 달리는 것이 좋으므로 출발선에서 결승선까지 직선을 그었을 때 발자국이 이 직선을 따라 좌우로 남겨지도록 달려야 한다. 올림픽이나 세계 육상 선수권 대회에서 관객 수, 시청자 수, 광고 수익 등 상업적 가치가 가장 높은 축에 속하는 종목이다.

###### 200m 달리기
커브를 달려야 한다는 점만이 100m 달리기와 다르다. 커브를 달릴 때에는 원심력에 의하여 바깥쪽으로 멀어지지 않도록 상체를 약간 앞으로 기울이고, 안쪽 팔은 작게, 바깥쪽 팔은 크게 흔든다. 출발을 계단식으로 하기 때문에, 안쪽 코스의 선수는 앞사람을 보면서 달리므로 다소 유리하지만, 바깥쪽 코스의 선수는 상대가 보이지 않아 비교적 불리하다.

###### 400m 달리기
속력과 지구력을 최대로 조화시키는 경기이므로, 신체의 각 부분이 완전히 발달하지 못한, 중학교 이하의 학생들에게는 부적합하다. 200m 달리기와 마찬가지로 커브를 달려야 하므로, 상대 선수를 전반에 앞지를 것이냐, 후반에 앞지를 것이냐 하는 것을 출발 전에 미리 염두에 두어야 한다.

##### 중거리 달리기
中距離－ 800m 달리기와 1500m 달리기가 여기에 속하는데, 스피드와 지구력을 필요로 한다. 스타트 요령을 잘 익히고 주법과 페이스 유지, 라스트 스퍼트 등을 잘 해내는 일이 중요하다.

###### 800m 달리기
800m부터는 스타트블럭을 사용하지 않는다.심판이 제자리에 라고하면 몸을 앞으로 기울이고 총성이 울리면 출발한다. 초반 200m까지는 위치선정이중요해서 몸싸움이 일어난다. 그리고 몸에 힘을 빼고 리듬에 맞추어 체력소모를 최소화해서 간다. 그리고 스퍼트싸움은 보통 200m에서 일어나며 길면 300m에서 일어나기도 한다.마지막 스퍼트할때는 팔을크게치며 힘을빼고가는게 좋다. 800m는 오버페이스를하면 후반에 지치기때문에 효율적으로 뛰어야한다 또한 800m라는 종목은 스피드와 지구력 모두 가지고있어야하기에 스피드훈련과 지구력훈련을 병행하면서 해야한다.

###### 1500m 달리기
경기 자체에 변화가 많고, 속력과 스릴을 느낄 수 있어 중거리 경기 중에서 가장 인기가 높은 경기라고 말할 수 있다. 단거리 달리기에서와 같이 전력으로 질주할 필요는 없으므로 달리는 방법 자체를 속력 유지에 중점을 둔다. 단거리 달리기에서와 같이 스타트의 좋고 나쁨에 따라 승부가 좌우되지 않고 오랜 시간을 달릴 수 있는 체력의 유지와 마지막 코스에서의 속력이 승부에 커다란 영향을 미친다.

##### 장거리 달리기
長距離－ 5000m 이상의 거리, 즉 5000m·1만m 달리기와 마라톤이 여기에 속한다. 단, 마라톤 경기는 도로를 이용하므로 별도 항목에서 다루기로 한다. 장거리 달리기는 강인한 체력과 지구력을 요구하므로, 달리는 페이스를 잘 조정할 줄 알아야 한다. 상체를 5-10°가량 수그리고 호흡하는 데 방해가 되지 않도록 팔을 가볍게 흔들되, 산소를 충분히 들이마셔야 한다. 또한 발뒤꿈치는 땅에 살짝 닿는 정도로 달린다. 전체 거리를 최대 능력으로 달릴 수 있도록, 달리는 페이스를 조정하여 일정한 랩 타임을 유지하는 일이 중요하다. 여기서부터 케냐, 에티오피아 등 아프리카 선수들의 강세가 나타난다.

##### 장애물달리기(허들)
障碍物－(hurdle) 장애물 달리기는 정해진 거리에 똑같은 간격으로 배치해 놓은 허들(나무로 만든 장애물)을 넘으면서 달리는 경기이다. 100m(여)·110m(남)·200m·400m 장애물 경기와 물웅덩이까지 넘어야 하는 3000m 장애물 경기(steeplechase)가 있는데, 스피드, 뛰어오르는 힘, 리듬 감각을 바탕으로 발구르기의 타이밍·뛰어넘기·착지 등을 조화롭게 해야 한다. 허들을 넘어뜨려도 실격이 되지 않고 기록으로 인정되지만, 발이나 다리가 허들의 바깥쪽으로 나가면 반칙이다. .....

###### 110m 허들
106.7 cm 높이의 허들을 9.14m 간격으로 설치하며, 첫 번째 허들은 출발점에서 13.7m 떨어진 지점에 설치되어 있다. 출발점에서 제1허들 까지는 8보로, 각 허들 사이는 3보로 달린다.

###### 100m 허들
84 cm 높이의 허들을 8.5m 간격으로 10개 설치하며, 출발점에서 13m 떨어진 지점에 제1허들이 있다.
대회에서는 100mH로 표기된다.

###### 400m 허들
출발점에서 45m 떨어진 지점에 높이 91.4cm인 첫 번째 허들이 설치되어 있으며, 허들 사이의 간격은 35m이다.

##### 이어달리기(릴레이)
이어달리기는 각 개인의 속력을 합리적으로 연결시킨 단체 운동으로, 계주(繼走)라고도 한다. 선수 개개인보다 4명의 협동심과 단결심이 요구되며, 4x100m, 4x400m, 4x400m혼성 이어달리기가 있다. 가장 빠른 선수를 마지막 주자로, 그 다음 빠른 주자를 첫 번째 주자로 하고, 두 번째·세 번째 주자는 적당히 배치한다. 처음 주자가 거리를 벌린 다음, 두 번째·세 번째 주자가 리드를 당하더라도 마지막 주자가 만회를 할 수 있기 때문이다. 다음에는 배턴을 주고 받는 법이 중요하다. 배턴은 다음 주자가 받기 쉽도록 전체 길이의 2/3를 남기고 그 아랫부분을 잡는다. 배턴을 받을 주자가 준비 동작을 할 수 있는 거리는 10m의 준비 지역을 포함하여 30m이지만 배턴을 주고 받는 동작은 반드시 20m 배턴 터치 존에서 해야 한다. 배턴을 주는 주자와 받는 주자의 속도가 일치하는 지점에서 배턴을 주고 받는 것이 가장 효과적이다. 배턴은 길이 28~30 cm, 무게 50g 이상이다.

##### 달리기의 주요 경기 규칙
① 코스 경기 때 다른 코스로 들어가거나, 다른 주자를 방해했을 경우에는 실격된다.② 배턴을 떨어뜨린 경우에는 배턴을 넘겨 주는 주자가 주워서 넘겨 주어야 한다.③ 배턴을 넘겨 준 다음 다른 주자를 방해했을 경우에는 실격 처리된다.④ 장애물달리기에서 고의로 허들을 넘어뜨리거나, 한쪽 또는 양쪽 발이 허들 밖으로 나가면 실격된다.⑤ 주자의 머리·팔·어깨·손·발의 내민 부분이 결승선에 닿아야만 골인으로 인정된다.⑥ 이어달리기의 결승에서는 예선 때 뛰었던 선수가 참가하여야 한다.

### 필드 경기

#### 뜀뛰기
스피드와 점프력을 조화롭게 이용하는 운동이므로 스피드와 순발력이 가장 많이 요구된다. 뜀뛰기 운동에는 멀리뛰기·높이뛰기·3단뛰기·장대높이뛰기 등이 있는데 내용과 방법이 각각 다르지만, 공통적인 기술은 도움닫기·발구르기·공중동작·착지의 네 가지이다 뜀뛰기운동.
멀리뛰기
멀리뛰기는 도움닫기의 자세와 리듬을타며 속력과 발구르기·공중 동작에 의하여 최대한 멀리 뛰어야 한다. 멀리뛰기는 도움닫기→발구르기→공중 동작→착지의 순서가 자연스럽게 연결되어야 하므로, 몸의 유연성이 요구된다.
도움닫기
도움닫기의 거리는 약 30m로 잡고 자세를잡고 최대한 빠른 속력으로 구름판에 도달하도록 한다. 멀리뛰기는 도움닫기에 의해 크게 좌우되며, 거리의 제한은 없지만 반드시 너비 20cm의 구름판을 딛고 뛰어야 한다.
발구르기
스피드를 상승력으로 바꾸기 위해 얼마나 힘차게 발구르기를 할 수 있느냐 하는 것이 중요하다. 도움닫기의 스피드를 이용하여 구름판을 굴러 약 30 방향으로 뛰어오른다. 이때 뒤에 있는 반대편 다리의 허벅다리를 힘있게 앞으로 끌어올리고, 두 팔은 위로 흔들어 올리면서 윗몸을 일으켜 뛰어오르도록 한다.
공중 동작
도움닫기의 스피드를 그대로 유지하여 공중을 날아서 착지 동작으로 연결시킨다.
착지
연습에 따라서 20–30 cm 정도는 더 뛸 수 있는, 멀리뛰기의 마지막 단계 기술이다. 두 팔과 어깨를 앞으로 당기며 상체를 앞으로 굽히되, 착지할 때 공중에서 유지된 몸의 균형이 흐트러지지 않도록 한다. 모래바닥에 남은 자국을 재는데, 발구름선에서 가장 가까이에 남아 있는 몸 자국에서 발구름선까지 직선으로 재어 멀리 뛴 거리를 계측해 낸다.

##### 높이뛰기
사람이 지니고 있는 탄력을 최고도로 발휘하여 얼마나 높이 뛰어오를 수 있는가를 겨루는 경기로서 높이를 재는 데에 사용되는 장대를 '바'라고 한다. 바의 길이는 3.64-4.00m, 무게는 최고 2 kg, 바를 걸쳐 놓은 기둥 사이의 간격은 3.66-4.02m이며, 바 받침의 길이는 6 cm, 폭 4cm로 반대쪽의 기둥에 맞보게 붙인다. 높이뛰기는 도움닫기에 의하여 수평 운동을 하다가 갑자기 수직 운동으로 바꾸어야 하기 때문에, 순발력과 유연성이 가장 많이 요구된다.
도움닫기
도움닫기 방향은 공중 동작의 종류에 따라 달리 잡으며, 상체를 앞으로 굽히고 스타트하여 마지막 한 걸음은 넓게 밟는다.
발구르기
수평 속력이 뛰어오르는 힘으로 바뀌도록 발바닥 전체로 힘차게 구르며, 반대편 발을 들어올린다.
정면뛰기
정면에서 바를 향하여 도움닫기를 하여 구른 다리가 거의 다 올라왔을 때, 디디고 있던 다리를 올라가게 하는 방법이다.
벨리 롤 오버
바를 향해 비켜 서서 도움닫기를 하며 바에서 가까운 발로 굴러, 가슴과 배 부분을 아래로 하여 바를 넘어 손이 먼저 바닥에 닿게 한다.
배면뛰기
발구름을 한 후 상체와 허리를 회전시켜 바를 등지고 넘어서 어깨와 등으로 착지한다.

##### 세단뛰기
먼저 구른 발로 착지하는 '홉', 반대 발로 착지하는 '스텝', 멀리뛰기와 같은 방법으로 양발 착지를 하는 '점프'의 세 가지를 연속적으로 뛰어, 그 뛴 거리를 합하여 순위를 정하는 경기이다. 세단뛰기 또는 트리플 점프라고도 한다.
도움닫기와 발구르기
서서히 속력을 늘리다가 발구르기 세 걸음 전에 최고 속력을 내어 발바닥 전체로 구름판을 힘차게 찬다.
홉·스텝·점프
뜀뛰는 수평 거리의 크기는 홉이 가장 크게, 이어 점프·스텝의 순서로 조정한다. 공중으로 뛰어오르는 높이는 홉이 가장 낮고, 이어 스텝에서 약간 높아지며, 점프에서 가장 높게 뛰어오른다.
착지
착지 직전에 상체를 앞으로 굽히고 두 다리를 내밀면서, 착지하는 순간 무릎을 굽혀 몸의 균형을 유지한다.

##### 장대높이뛰기
도움닫기를 하여 장대(폴)를 상자에 꽂아 장대의 탄력으로 몸을 공중에 날려 바를 넘는 일종의 높이뛰기이다. 장대의 길이는 제한이 없으며, 처음에는 나무로 만들었으나 후에는 대나무, 최근에는 글라스 파이버(유리 섬유)를 사용함으로써 뛰어난 탄력성을 이용할 수 있게 되었다. 장대높이뛰기는 장대를 꽂는 방법에서 승부가 판 가름 난다고 할 만큼 장대꽂기의 비중이 크다. 도움닫기의 남은 힘으로 몸을 크게 저으며 솟아오르는데, 이때 오른쪽 다리를 조금 앞으로 내고 엉덩이부터 치켜올린다. 몸이 장대를 따라 솟아오르다가 조금씩 회전하면서 양팔을 힘 있게 끌어올려 바를 넘는데, 바 위에서 몸을 회전시켜 물구나무서기를 하듯이 한다. 바의 길이는 3.86-4.52m, 무게 최고 2.26 kg, 기둥의 간격은 3.66-4.32m이다.

##### 뜀뛰기의 주요 경기 규칙
- 높이뛰기에서, 같은 높이를 세 번까지 뛰어넘도록 기회가 주어지며, 구르기는 한 발로 해야 한다.
- 높이뛰기에서, 바를 떨어뜨리거나 바 밑을 지나갔을 때는 실격이 된다.
- 높이뛰기에서, 동일한 기록일 때 순위는 다음의 차례에 의한다. 시기 횟수가 적은 사람, 경기 전체 횟수에서 무효 시기 횟수가 적은 사람, 경기 전체 횟수에서 시기 횟수가 적은 사람이 승리한다. 실패하면 그 높이에서 다시 뛰어넘으며, 모두 성공하면 높게, 실패하면 낮게 하여 다시 실시한다. 1위 이외의 동일한 성적은 동일 순위로 한다.
- 3단뛰기에서, 사용하지 않는 발이 지면에 닿을 경우에는 실격이 된다.
- 장대높이뛰기에서, 바를 떨어뜨리거나 발구르기를 한 후 손을 장대 위쪽으로 옮겨 쥐면 무효가 된다.

#### 던지기
포환·원반·창·해머 등 운동 기구를 던져서, 그 던진 거리로 승부를 가리는 운동이다. 어떤 물체를 멀리 던지기 위해서는, 다리·허리·팔 등 온몸의 순발력이 그 물체에 전달되어야 한다. 따라서, 던지기 운동은 강인한 근력과 조정력 등의 체력을 향상시키는 데 도움이 된다. 던지기의 시기 순서는 추첨으로 정하며, 선수가 8명 이하일 때는 각기 6회의 시기를 한다. 서클에서는 모두 정지 상태에서 던진다. 서클은 띠 모양의 쇠로 만들어져 있는데 상부를 지면의 높이와 같게 하고 희게 칠하며, 서클 안은 서클 바깥보다 2 cm 낮다.

##### 포환던지기
현대 스포츠로서 포환던지기 운동은 1865년 영국에서 실시된 후 세계 각국에 널리 보급되었다. 지름 2.135m의 서클 안에서 빙그르 돌다가 포환을 던지는데, 발막이는 서클의 앞쪽에 고정하며, 던지는 유효 범위의 각도는 약 45이다. 포환의 무게는 남자용 7.260 kg 이상, 여자용 4 kg 이상, 중학부 남자용 4 kg, 중학부 여자용 2.721kg의 것을 사용한다. 지름은 남자용 110-130mm, 여자용 95-110mm이다. 포환은 어깨에서 한쪽 손만으로 던져야 하며, 던진 다음에 파울을 막기 위해 발막이의 안쪽을 손으로 받쳐도 된다. 포환던지기는 온몸의 힘을 포환에 옮겨 밀어내야 하므로 허리·어깨·팔·손목·다리의 힘을 순간적으로 한 곳에 모아 포환에 옮기는 기술이 요구된다.
포환 던지는 법
포환을 멀리 던지기 위해서는, 준비 동작에서 던질 때까지의 시간은 가장 짧고 포환의 이동 거리는 가장 멀어야 한다.

##### 원반던지기
지름이 2.5m인 서클 안에서 몸을 빙그르 돌리다가 원반을 던진 거리를 겨루는 경기이다. 원반던지기는 고대 올림픽 때부터 시행했는데, 중요한 것은 팔힘, 서클 안에서의 회전 속도, 마지막 왼발을 축으로 하는 점프이며, 순발력과 스피드가 요구된다. 던지기 유효 범위의 각도는 45이다. 원반의 무게는 남자 2 kg 이상, 여자 1 kg 이상, 남자 주니어 1.5 kg 이상이며, 원반의 지름은 남자용 219-221mm, 여자용 180-182mm이다.
원반 던지는 법
몸의 회전 속도와 팔휘돌리기 힘을 이용하여 던지되 각도는 약 39-41 가 알맞다. 던지려는 방향의 뒤쪽으로 발을 반 보쯤 벌리고 선 다음, 무릎을 굽히고 허리를 낮추면서 회전한다. 이때 힘을 가하고, 마지막에는 왼발을 축으로 점프하며 던지려는 각도로 팔을 휘둘러 뻗친다. 안에서 밖으로 회전을 주면서 던지기 때문에, 원반이 손에서 벗어날 때는 주로 집게손가락과 가운뎃손가락이 사용된다.

##### 창던지기
창던지기는 고대 올림픽 때부터 시작되어, 근대에는 주로 스웨덴·핀란드 등을 중심으로 발달하다가 오늘날 전 세계에 널리 보급되었다. 일정한 지역으로 도움닫기를 하여 반지름 8m인 원호 뒤에서 창을 멀리 던지는 경기로서, 도움닫기에 의해 생긴 스피드를 이용하여 밀어 내듯이 던진다. 남자용 창은 무게 최소 800g, 길이 2.6-2.7m, 여자용 창은 무게 최소 600g, 길이 2.2-2.3m이다. 창끝에는 금속으로 된 창날이 붙어 있고, 중심 부분에는 손잡이 끈이 감겨져 있다.
창 던지는 법
창을 어깨 위에 메는 것처럼 하고 약 15-20m의 도움닫기 스피드를 이용하여 팔을 뒤로 처지게 한 채, 상체를 젖히고 창을 머리 위로 들어 올려 허리를 회전시키면서 상체의 반동을 이용하여 앞으로 던진다.

##### 해머던지기
옛날에는 나무자루가 달린 망치가 해머였지만 1875년부터 해머의 끝을 둥근 공으로 하여 피아노 줄을 단 것을 사용하였다. 오늘날에는 철이나 놋쇠 등으로 만든 금속 속에 납을 채운 공으로, 끈으로 연결된 끝에는 손잡이가 달려 있다. 포환던지기와 같이 지름 2.135m의 서클 안에서 빙그르 돌다가 던지는데, 유효 범위 각도는 45이다. 해머던지기는 과거 남자만이 실시하다가 이제 남녀 모두 실시하는 경기로, 해머의 무게는 일반 7.25 kg 이상, 주니어용 5.443kg이다.
해머 던지는 법
손잡이를 쥐고 몸을 빙그르 회전시키면서 머리 위로 해머를 치켜 들어 휘두르다가 던진다. 해머가 오른발 쪽으로 왔을 때 회전하기 시작하는데, 팔로 해머를 끌지 말고 좌우로 움직여서 원을 그리듯이 하고, 허리를 오른쪽에서 왼쪽으로 틀기 시작하면서 왼쪽 다리를 축으로 삼아 왼쪽으로 회전한다. 왼쪽 다리에 무게가 실리면 오른쪽 다리를 크게 회전시켜, 처음의 위치 바로 뒤쪽에 이른다. 이렇게 2-3번 되풀이한 뒤에 마지막으로 다리를 힘차게 내딛고 허리를 펴면서, 왼쪽 어깨 바로 뒤쪽으로 해머를 높게 내던진다.

##### 던지기의 주요 경기 규칙
- 포환던지기에서 몸의 어느 부분이라도 서클 바깥 땅에 접촉하면 1회 실격이다.
- 창던지기에서 반드시 손잡이를 잡고 던져야 한다.
- 창던지기에서 창의 뾰족한 앞부분보다 다른 부분이 먼저 땅에 닿으면 1회 실격이다.
- 창던지기에서 경기자의 몸 어느 부분이든 원호의 양끝에 그어 놓은 흰 선에 닿거나 선을 넘어가면 무효가 된다.
- 창던지기에서 던진 창이 날아가는 도중에 부러지면 1회에 한하여 다시 던질 수 있다.

## 같이 보기
- 세계 육상 연맹